# Jordan Mailata
Lafoga Jordan Mailata (Condell Park, 31 marzo 1997) è un ex rugbista a 15 e giocatore di football americano australiano che milita nel ruolo di offensive tackle per i Philadelphia Eagles della National Football League (NFL).

## Carriera

### Philadelphia Eagles
Dopo una carriera giovanile nel rugby a 15, Mailata fu scelto dai Philadelphia Eagles nel corso del settimo giro (233º assoluto) del Draft NFL 2023. Il 1º settembre 2018 fu annunciato che Mailata era riuscito a entrare nei 53 uomini del roster per l'inizio della stagione regolare. Il 14 dicembre 2018 fu inserito in lista infortunati per una frattura da stress alla schiena, concludendo la sua stagione da rookie senza presenze.
Dopo avere perso le prime due partite della stagione 2019 per un infortunio alla schiena, Mailata fu inserito in lista infortunati il 21 settembre 2019.
Mailata fu inserito nella lista riserve/COVID-19 il 29 luglio 2020. Tornò attivo il 13 agosto 2020. Il 13 settembre debuttò nella NFL contro il Washington Football Team, sostituendo l'infortunato Jack Driscoll nel terzo quarto. La prima gara come titolare la giocò la settimana successiva contro i San Francisco 49ers, al posto dell'infortunato Jason Peters. Nel corso della stagione 2020, Mailata guidò gli Eagles per minor numero di sack concessi agli avversari.
Il 31 agosto 2021 il nuovo capo-allenatore degli Eagles Nick Sirianni nominò Mailata tackle sinistro titolare per la stagione 2021. L'11 settembre firmò un nuovo contratto quadriennale del valore di 64 milioni di dollari.
Il 12 febbraio 2023 Mailata partì come titolare nel Super Bowl LVII ma gli Eagles furono sconfitti per 38-35 dai Kansas City Chiefs.
Il 4 aprile 2024 Mailata firmó con gli Eagles un rinnovo triennale del valore di 66 milioni di dollari e a fine stagione fu inserito nel Second-team All-Pro.

## Palmarès

### Franchigia
- Super Bowl : 1

Philadelphia Eagles: LIX
- National Football Conference Championship: 2

Philadelphia Eagles: 2022, 2024

### Individuale
- Second-team All-Pro: 1

2024